# Khu kinh tế cửa khẩu Móng Cái
Khu kinh tế cửa khẩu Móng Cái là khu vực có quy chế khu kinh tế cửa khẩu đầu tiên ở Việt Nam. Theo quyết định của Thủ tướng Chính phủ Việt Nam ngày 01/4/2012 về việc thành lập khu kinh tế cửa khẩu Móng Cái, khu này sẽ chính thức được thành lập vào ngày 01/6/2012. Khu này bao trùm thành phố Móng Cái và một phần huyện Hải Hà (gồm các xã: Quảng Phong, Quảng Thành, Quảng Minh, Cái Chiên và thị trấn Quảng Hà) thuộc tỉnh Quảng Ninh. Toàn bộ diện tích trên đất liền là 661,97 km², trên biển là 550 km².
Năm 1996, Thủ tướng Chính phủ Việt Nam đã có quyết định cho phép áp dụng thí điểm chính sách ưu đãi đối với khu vực cửa khẩu Móng Cái. Sau đó, năm 1997, Bộ Tài chính Việt Nam đã có thông tư Hướng dẫn chế độ tài chính áp dụng thí điểm cho khu vực cửa khẩu Móng Cái. Hiện nay, Khu kinh tế cửa khẩu Móng Cái là một trong 9 khu kinh tế cửa khẩu được Chính phủ Việt Nam quan tâm xây dựng đồng bộ về kết cấu hạ tầng, mô hình tổ chức quản lý, cơ chế, chính sách.
Sau hai 2 năm hoạt động kim ngạch xuất khẩu qua khu tăng 34%/ năm. Giai đoạn 1996 - 2001, tại khu kinh tế cửa khẩu Móng Cái, GDP tăng bình quân mỗi năm đạt 15 - 17%.
Khu kinh tế cửa khẩu Móng Cái có các phân khu chức năng: khu thương mại (chợ, kho tàng, bến bãi xuất nhập hàng hoá); khu du lịch (bãi biển, nhà hàng, khách sạn...); khu công nghiệp; khu vui chơi giải trí.